# División de Honor femenina de balonmano 2013-14
La temporada 2013-14 de la División de Honor femenina de balonmano fue la 57.ª edición de la competición de Liga más importante para clubes femeninos de balonmano de España. Comenzó el fin de semana del 13 de septiembre de 2013 y finalizó el 17 de mayo de 2014.
La Real Federación Española de Balonmano fue la encargada de organizar la competición. El Balonmano Bera Bera fue el equipo que se proclamó campeón, asegurándose el título ganando en la penúltima jornada al Mar Alicante.

## Equipos
| Comunidad Autónoma   | N. | Equipos                                                       |
| -------------------- | -- | ------------------------------------------------------------- |
| País Vasco           | 3  | Balonmano Bera Bera, Prosetecnisa Zuazo y Kukullaga Etxebarri |
| Comunidad Valenciana | 3  | Handbol Canyamelar Valencia, Elche Mustang y Mar Alicante     |
| Castilla y León      | 2  | Aula Cultural Viveros Herol y Cleba León BM                   |
| Galicia              | 2  | Mecalia Atlético Guardés y BM Porriño                         |
| Andalucía            | 1  | Adesal Córdoba                                                |
| Cataluña             | 1  | Handbol Esportiu Castelldefels                                |
| Canarias             | 1  | Rocasa Gran Canaria ACE                                       |
| Comunidad de Madrid  | 1  | Helvetia BM Alcobendas                                        |

## Clasificación
|  |     | Equipos                        | Pts | PJ | G  | E | P  | GF  | GC  | Dif  |
|  | --- | ------------------------------ | --- | -- | -- | - | -- | --- | --- | ---- |
|  | 1.  | Balonmano Bera Bera            | 47  | 26 | 23 | 1 | 2  | 739 | 533 | +206 |
|  | 2.  | Rocasa Gran Canaria ACE        | 44  | 26 | 21 | 2 | 3  | 770 | 655 | +115 |
|  | 3.  | Helvetia BM Alcobendas         | 39  | 26 | 18 | 3 | 5  | 751 | 678 | +73  |
|  | 4.  | Mecalia Atlético Guardés       | 32  | 26 | 16 | 0 | 10 | 654 | 624 | +30  |
|  | 5.  | BM Porriño                     | 28  | 26 | 13 | 2 | 11 | 696 | 707 | -11  |
|  | 6.  | Elche Mustang                  | 27  | 26 | 13 | 1 | 12 | 709 | 665 | +44  |
|  | 7.  | Aula Cultural Viveros Herol    | 24  | 26 | 11 | 2 | 13 | 688 | 725 | -37  |
|  | 8.  | Prosetecnisa Zuazo             | 22  | 26 | 10 | 2 | 14 | 661 | 660 | +1   |
|  | 9.  | Canyamelar Valencia            | 21  | 26 | 9  | 3 | 14 | 636 | 703 | -67  |
|  | 10. | Cleba León BM                  | 19  | 26 | 8  | 3 | 15 | 647 | 688 | -41  |
|  | 11. | Mar Alicante                   | 19  | 26 | 8  | 3 | 15 | 612 | 658 | -46  |
|  | 12. | Handbol Esportiu Castellfefels | 17  | 26 | 8  | 1 | 17 | 642 | 720 | -78  |
|  | 13. | Adesal Córdoba                 | 15  | 26 | 6  | 1 | 19 | 656 | 726 | -70  |
|  | 14. | Kukullaga Etxebarri            | 12  | 26 | 5  | 2 | 19 | 625 | 744 | -119 |

|  | Campeón de Liga              |
|  | Clasificación Liga Campeones |
|  | Clasificación EHF Cup        |
|  | Descendido                   |